# Waltraud Kretzschmar
Waltraud Kretzschmar (născută Hermann, apoi Czelake în timpul primei căsătorii; n. 1 februarie 1948, Lehnin⁠(d), Zauch-Belzig⁠(d), Germania – d. 7 februarie 2018, Schöneiche bei Berlin, Brandenburg, Germania) a fost o handbalistă est-germană care a făcut parte din lotul echipei naționale de handbal a RDG, medaliată cu aur la Campionatele Mondiale din 1971, 1975 și 1978 și cu două medalii la Jocurile Olimpice din 1976 și 1980. Kretzschmar este considerată una dintre cele mai bune jucătoare de handbal din lume în anii 1970.

## Carieră
Din 1964 până în 1980, sportiva a fost legimitată la SC Leipzig. Cu echipa din Leipzig a câștigat de zece ori titlul național. De două ori, în anii 1966 și 1974, echipa SC Leipzig a câștigat Cupa Campionilor.
Waltraud Kretzschmar a debutat la echipa națională a RDG la vârsta de 17 ani. A câștigat cu echipa RDG medalia de aur la Campionatul Mondial din 1971, 1975 și 1978. A participat la Jocurile Olimpice de vară din 1976 și la Jocurile Olimpice de vară din 1980. La Montréal, ea a câștigat medalia de argint cu echipa RDG. Patru ani mai târziu, la Moscova, a câștigat medalia de bronz. Kretzschmar a fost căpitanul echipei RDG și a jucat pentru țara sa 217 meciuri, în care a marcat 757 de goluri.
Handbalistei i s-a decernat în 1976 medalia de bronz a Ordinului Patriotic de Merit, iar în 1980 medalia de argint.
Waltraud Kretzschmar a fost căsărită cu Peter Kretzschmar, laureat cu medalia de aur la Campionatul Mondial din 1963 (handbal în 11) și apoi antrenorul echipelor SC Leipzig și RDG. Fiul lor, Stefan Kretzschmar, a câștigat medalia de argint la Campionatul European de Handbal din 2002, la Campionatul Mondial din 2003 și la Jocurile Olimpice din 2004.

## Palmares

### Club
- Campionatul RDG:
  -  Câștigătoare: 1965, 1968, 1969, 1970, 1971, 1972, 1973, 1975, 1976, 1978

- Cupa Campionilor:
  -  Câștigătoare: 1966, 1974
  - Finalistă: 1967, 1970, 1972, 1977

- Cupa Cupelor:
  - Finalistă: 1978

### Echipa națională
- Jocurile Olimpice:
  -  Medalie de argint: 1976
  -  Medalie de bronz: 1980

- Campionatul Mondial:
  -  Medalie de aur: 1971, 1975, 1978